# スタディオン・ソリラ
スタディオン・ソリラ（セルビア語: Stadion Solila）は、モンテネグロ・イガロにあるサッカー競技施設である。

## 概要
FKイガロ1929が本拠地としているスタジアムであり、1973年以来ミモザ・カップという大会を開催しているスタジアムとしても知られている。また、気候が温暖で宿泊設備も整っていることから、冬季には近隣諸国がキャンプを張る施設でもある。メインピッチは115m×70mであるが、それ以外のピッチも存在している。

## 歴史
1990年代半ば迄は市内にアマチュア用のサッカーピッチしか存在しなかったが、FKイガロ1929がドルガ・ツルノゴルスカ・フドバルスカ・リーガに昇格したため、かつてのピッチの上に新たに競技場を作り現在の形となった。